# アラバの谷

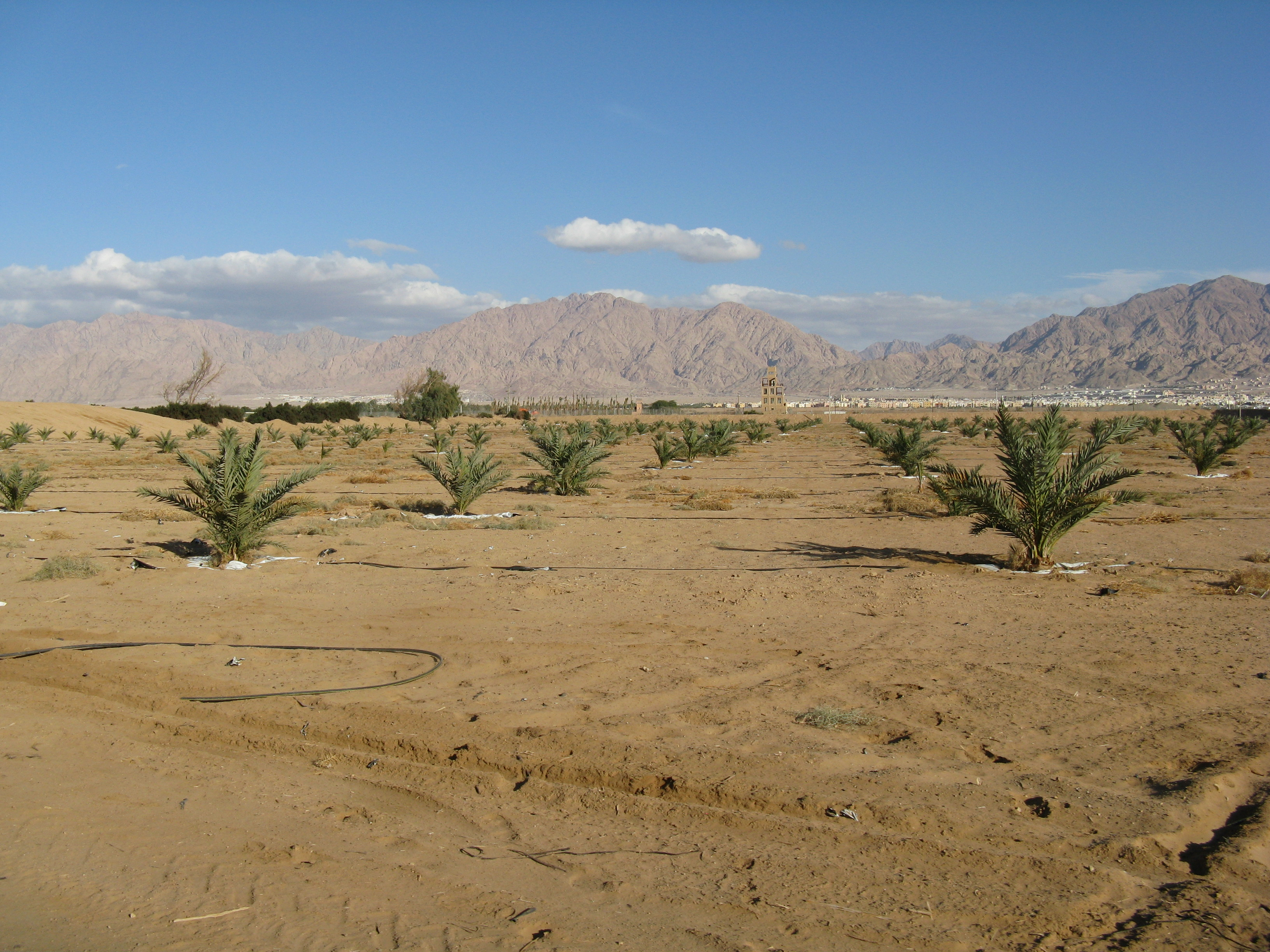
アラバの谷の風景

アラバの谷（あらばのたに、英語: Arabah Valley）は、ヨルダン地溝帯（Jordan Rift Valley）の一部で、ガリラヤ湖南部から死海を経てアカバ湾までに達する谷である。
イスラエルとヨルダンの国境になっている。ただし、最近の地理学者はガリラヤ湖から死海までの北部地帯はアラバの谷に含ませない。
アラバは「乾燥した荒野の」という意味である。「アラバの谷」または「アラバ」は、旧約聖書にたびたび登場する（アモス書第6章、ヨシア記12章など）。 

## 交通
イスラエル側には、公道90号線がアラバの谷に沿って通っている。

## 参照項目
- ヨルダン地溝帯
- ヨルダン渓谷